# Tihomir Dujmović
Tihomir Dujmović (Ogulin, 1963.), hrvatski je novinar, televizijski voditelj i kolumnist.

## Životopis
Tihomir Dujmović rođen je u Ogulinu 1963. godine, gdje je završio osnovnu i srednju školu potom je u Zagrebu diplomirao na Pravnom fakultetu. Novinarstvom se počeo baviti za vrijeme studiranja, prvi tekst u Poletu objavio je 1987. godine, tih godina objavljivao je u Studentskom listu te radio u informativnom programu Omladinskog radija do 1990. godine. U prvim emitiranjima OTV-a 1989. i 1990. godine autorom je prvog prikazivanja lidera hrvatskih političkih stranaka počevši od dr. Franje Tuđmana zatim Vlade Gotovca te potom Ivana Zvonimira Čička, a za Božić 1989. godine pripremio je prvu emisiju o kardinalu Stepincu, koju potom Kršćanska sadašnjost objavljuje na video kazeti. Od 1990. do 2005. godine objavljivao je u nizu novina: Globusu, Novom listu, Trećem programu hrvatskoga radija, s tim što je 1994. godine postao urednikom unutarnje politike u Nedjeljnoj Dalmaciji, a potom je dvije godine šef dopisništva Slobodne Dalmacije u Zagrebu.
Od 1995. do 2000. godine dopisnikom je hrvatske redakcije Deutsche Wellea. Kolumne je počeo objavljivati 1998. godine u Slobodnoj Dalmaciji, potom dvije godine u Glasu Slavonije, nakon toga je dvije godine glavnim urednikom lista za iseljenike Matica. Potom je tri godine glavnim urednikom Plavog radija, a kasnije će punih sedam godina biti koncesionarom vrlo popularnog Radio Trsata u Rijeci. Od 2006. do 2008. godine kolumnistom je Večernjega lista, no kolumna mu je ukinuta nakon političkih intervencija.[nedostaje izvor] Godine 2010. ponovno postaje kolumnistom Večernjega lista. Dujmović je osim toga punih dvanaest godina bio autorom TV talk showa Opasne veze. Vodio je i emisiju Intervju tjedna na Z1 Televiziji. Do sad je objavio četiri knjige kolumni, te knjigu razgovora Razgovori sa dr. Antom Ciligom i VHS o kardinalu Stepincu.
Nešto manje od godinu dana, četvrtkom je sudjelovao u HRT-ovoj emisiji Otvoreno. U sklopu emisije Otvoreno, HRT je učinio određen iskorak glede medijske demokracije. Svakog četvrtka, kako je obećao voditelj Mislav Togonal, četvorka medijski istaknutih i uglednih novinara i kolumnista u svojim uredništvima: Jasmina Popović iz novog zagrebačkog tjednika Forum, zatim Ivica Šola iz osječkog Glasa Slavonije, Tihomir Dujmović iz Večernjeg lista i Branko Mijić iz riječkog Novog lista, raspravljali su u Otvorenom (pressklub o aktualnim temama po izboru voditelja i HRT-a).
Po podatcima uredništva Večernjeg lista, upravo je njegova kolumna bila jedan od najčitanijih tekstova u čitavoj novini.[nedostaje izvor] Unatoč tome odlukom glavnog urednika Ogurlića, krajem studenoga, ponovno mu je zabranjeno pisanje u Večernjem listu. Zadnji tekst u Večernjem listu koji je objavio je tekst o nalazima ureda za istraživanje žrtava komunističkih zločina nakon Drugoga svjetskog rata, koji su otkrili dvije masovne grobnice: najvjerojatnije jednog cijelog razreda srednje zrakoplovne škole iz NDH, te ranjenika i bolničkog osoblja iz plućne bolnice Brestovac, obje lokacije su na Sljemenu. Nakon tog teksta otkazana mu je daljnja suradnja.
Nakon što mu je glavni urednik zabranio daljnju suradnju u Večernjem listu, nakon pune tri godine suradnje i unatoč činjenici što su te kolumne bile najčitanije u novini,[nedostaje izvor] rečeno mu je da suradnju prekidaju s 1. prosincem 2012. godine. Na dan slavlja i euforije povodom oslobađajuće presude generalima Gotovini i Markaču, napisao je kolumnu analizirajući je li doista svi Hrvati "plaču od sreće", no ta kolumna nikad nije objavljena, a rečeno mu je jedino da je "ovaj puta stvarno pretjerao preko svake mjere". Dujmović piše kolumne i za portal Direktno.

## Djela
- Razgovori s dr. Antom Ciligom, Azur Journal, Zagreb, 1991. (2. izd., Profil, Zagreb, 2009.)
- Vrijeme apsurda, Hrvatska sveučilišna naklada, Zagreb, 2001.
- Apsurdna vremena, Naklada Ljevak, Zagreb, 2004.
- Zabranjena literatura: izbor ukinutih kolumni, Profil, Zagreb, 2010.
- Tko mi zabranjuje kolumne?, Kružić d.o.o., Zagreb, 2013.
- Hrvatska u raljama djece komunizma, Kružić d.o.o., Zagreb, 2014.
- Hrvatske novinarske tragedije 1945-1995, Kružić d.o.o., Zagreb, 2017.
- Tko je ubio Zvonka Bušića, Kružić d.o.o., Zagreb, 2018.
- Regija kao Treća Jugoslavija, Kružić d.o.o., Zagreb, 2019.
- Mali noćni razgovori ljevice i desnice, Kružić d.o.o., Zagreb, 2019.

## Vanjske poveznice
- Dnevno.hr Zabranjena kolumna Tihomira Dujmovića - Nisu svi plakali od sreće!